# Novoselivka, Perevalsk
Novoselivka (în ucraineană Новоселівка) este un sat în comuna Maloivanivka din raionul Perevalsk, regiunea Luhansk, Ucraina.

## Demografie
Componența lingvistică a localității Novoselivka
     Ucraineană (95,8%)
     Rusă (4,2%)
Conform recensământului din 2001, majoritatea populației localității Novoselivka era vorbitoare de ucraineană (95,8%), existând în minoritate și vorbitori de rusă (4,2%).